# Slovenia International 2017
Die Slovenia International 2017 im Badminton fanden vom 11. bis zum 14. Mai 2017 in Medvode in der Sport Hall Medvode in der Ostrovrharjeva 4 statt.

## Sieger und Platzierte
| Disziplin    | Gold                               | Silber                        | Bronze                              |
| ------------ | ---------------------------------- | ----------------------------- | ----------------------------------- |
| Herreneinzel | Erik Meijs                         | Adi Pratama                   | Iikka Heino                         |
| Herreneinzel | Erik Meijs                         | Adi Pratama                   | Sam Parsons                         |
| Dameneinzel  | Julie Dawall Jakobsen              | Qi Xuefei                     | Irina Amalie Andersen               |
| Dameneinzel  | Julie Dawall Jakobsen              | Qi Xuefei                     | Sofie Holmboe Dahl                  |
| Herrendoppel | Matijs Dierickx Freek Golinski     | Jeppe Bay Rasmus Kjær         | Daniel Benz Andreas Heinz           |
| Herrendoppel | Matijs Dierickx Freek Golinski     | Jeppe Bay Rasmus Kjær         | Bjarne Geiss Johannes Pistorius     |
| Damendoppel  | Olga Arkhangelskaya Natalia Rogova | Jenny Moore Victoria Williams | Bengisu Erçetin Nazlıcan Inci       |
| Damendoppel  | Olga Arkhangelskaya Natalia Rogova | Jenny Moore Victoria Williams | Ksenia Evgenova Maria Shegurova     |
| Mixed        | Mikkel Mikkelsen Mai Surrow        | Gregory Mairs Jenny Moore     | Freek Golinski Lise Jaques          |
| Mixed        | Mikkel Mikkelsen Mai Surrow        | Gregory Mairs Jenny Moore     | Kristoffer Knudsen Isabella Nielsen |